# Hållnäs
Hållnäs is een småort en schiereiland in de gemeente Tierp in het landschap Uppland en de provincie Uppsala län in Zweden. Het småort heeft 84 inwoners (2005) en een oppervlakte van 34 hectare.